# Utacapnia lemoniana
Utacapnia lemoniana is een steenvlieg uit de familie Capniidae. De wetenschappelijke naam van de soort is voor het eerst geldig gepubliceerd in 1965 door Nebeker & Gaufin.